# Старый Петровско-Разумовский проезд
Ста́рый Петро́вско-Разумо́вский прое́зд — проезд, расположенный в Северном административном округе города Москвы на территории района Аэропорт и Савёловского района.

## История
Проезд получил своё название в XIX веке по расположению в местности Петровско-Разумовское.

## Расположение
Старый Петровско-Разумовский проезд проходит от круговой транспортной развязки Петровско-Разумовской аллеи, Нарышкинской аллеи, улицы Серёгина и Планетной улицы на северо-восток, с северо-запада к нему примыкает Новый Зыковский проезд, далее примыкают улица Верхняя Масловка (с юго-востока) и улица 8 Марта (с северо-запада). Затем проезд пересекает Петровско-Разумовский проезд и улицу Юннатов, поворачивает на юго-восток и снова на северо-запад и доходит до Башиловской улицы. Нумерация домов начинается от Петровско-Разумовской аллеи.

## Примечательные здания и сооружения
По нечётной стороне:
- № 1/23 — ЖК "Петровский парк II" (на месте снесённой швейной фабрики «Вымпел»)[4][5]

По чётной стороне:
- № 6, корп. 3 — жилой дом. Здесь жила актриса Татьяна Окуневская[6].
- ГБУЗ Московской области "Центральная клиническая психиатрическая больница им. Ф.А. Усольцева" с храмом св. мученика Вонифатия (числится по ул. 8 марта, д. 1)

## Транспорт

### Автобус
- 384, 384к: от Петровско-Разумовской аллеи до Петровско-Разумовского проезда и обратно

### Метро
- Станции метро «Динамо» Замоскворецкой линии и «Петровский парк» Большой кольцевой линии — южнее проезда, на Ленинградском проспекте

### Железнодорожный транспорт
- Платформа Гражданская Рижского направления Московской железной дороги — северо-западнее переулка, между улицей 8 Марта и Чуксиным тупиком